# Ульріх Василь Васильович
Васи́ль Васи́льович У́льріх (13 липня 1889, Рига, Російська імперія — 7 травня 1951, Москва, СРСР) — радянський державний діяч, армвоєнюрист (20.11.1935, перший з двох носіїв цього звання), генерал-полковник юстиції (11.03.1943). Один з головних виконавців сталінських репресій на посаді голови Воєнної колегії Верховного суду СРСР. Депутат Верховної Ради СРСР 1-го скликання.

## Біографія
Походив із німецької дворянської родини почесних громадян Риги. Закінчив чотирикласне реальне училище.
З 1908 року брав активну участь в роботі молодіжних соціал-демократичних організацій. З 1909 по 1912 рік працював пропагандистом у російському соціал-демократичному центрі міста Риги.
Член РСДРП(б) з 1910 року.
У 1914 році закінчив Ризький політехнічний інститут.
У 1914—1915 роках — конторник на залізниці.
З 1915 року — в Російській імператорській армії, учасник Першої світової війни. Служив у саперному батальйоні. У 1916 році закінчив школу прапорщиків. У 1917 році отримав чин підпоручника. З листопада 1917 по травень 1918 року — казначей виконавчого комітету Ради солдатських депутатів 12-ї армії.
У травні 1918—1919 роках — заступник завідувача, завідувач фінансового відділу Народного комісаріату внутрішніх справ (НКВС) РРФСР. У 1919—1920 роках — комісар штабу військ внутрішньої охорони РРФСР.
У січні 1920 — січні 1921 року — голова Головного революційно-військового трибуналу військ внутрішньої охорони РРФСР. У листопаді 1920 — липні 1921 року — член колегії військового трибуналу РРФСР і касаційного трибуналу ВЦВК РРФСР.
З 1921 року — начальник Особливого відділу морських сил Чорного і Азовського морів, заступник начальника контррозвідувального відділу Секретно-оперативного управління ОДПУ.
У січні 1923 — лютому 1924 року — голова Воєнної колегії Верховного Суду РРФСР. У лютому 1924 — січні 1926 року — заступник голови Воєнної колегії Верховного суду СРСР.
У січні 1926 — 1948 року — голова Воєнної колегії Верховного суду СРСР. Одночасно, у липні 1935 — 1938 року — заступник голови Верховного суду СРСР.
17 жовтня 1939 голова Воєнної колегії Верховного суду СРСР Ульріх розіслав військовим трибуналам і прокурорам Українського та Білоруського фронтів директиву, що суттєво спрощувала здійснення репресивних акцій — настанова виконувати негайно і без спеціальних санкцій Москви смертні вироки місцевому населенню і колишнім військовослужбовцям польської армії, затвердженим Військовою радою фронту.
З 1948 року — начальник курсів перепідготовки при Військово-юридичній академії.
Помер у 1951 році від інсульту. Похований на Новодівичому цвинтарі Москви.

## Звання
- армвоєнюрист (20.11.1935)
- генерал-полковник юстиції (11.03.1943)

## Нагороди
- два ордени Леніна (1937,)
- два ордени Червоного Прапора
- орден Червоної Зірки (1933)
- орден Вітчизняної війни І ст.
- медаль «XX років РСЧА» (22.02.1938)
- медалі